# Mercedes-Benz W222
Mercedes-Benz W222 (eller Mercedes-Benz S-klass) är en personbil som den tyska biltillverkaren Mercedes-Benz introducerade i maj 2013.

## Versioner
| Modell       | Årsmodell | Motor                      | Cylindervolym | Effekt       | Bränslesystem                         |
| ------------ | --------- | -------------------------- | ------------- | ------------ | ------------------------------------- |
| S300 Hybrid  | 2014-17   | OM651: 4-cyl radmotor DOHC | 2143 cm³      | 204 + 27 hk  | Common rail turbodiesel + elmotor     |
| S350 BlueTEC | 2013-17   | OM642: 6-cyl V-motor DOHC  | 2987 cm³      | 258 hk       | Common rail turbodiesel               |
| S400 Hybrid  | 2013-17   | M276: 6-cyl V-motor DOHC   | 3498 cm³      | 306 + 27 hk  | Direktinsprutad bensinmotor + elmotor |
| S500         | 2013-17   | M278: 8-cyl V-motor DOHC   | 4663 cm³      | 455 hk       | Direktinsprutning, biturbo            |
| S63 AMG      | 2014-17   | M157: 8-cyl V-motor DOHC   | 5461 cm³      | 585 hk       | Direktinsprutning, biturbo            |
| S600         | 2014-20   | M279: 12-cyl V-motor DOHC  | 5980 cm³      | 530 hk       | Direktinsprutning, biturbo            |
| S65 AMG      | 2014-19   | M279: 12-cyl V-motor DOHC  | 5980 cm³      | 630 hk       | Direktinsprutning, biturbo            |
| S400         | 2015-17   | M276: 6-cyl V-motor DOHC   | 2996 cm³      | 333 hk       | Direktinsprutning, biturbo            |
| S500 Hybrid  | 2015-17   | M276: 6-cyl V-motor DOHC   | 2996 cm³      | 333 + 116 hk | Direktinsprutad bensinmotor + elmotor |
| S350 d       | 2018-20   | OM656: 6-cyl radmotor DOHC | 2925 cm³      | 286 hk       | Common rail turbodiesel               |
| S400 d       | 2018-20   | OM656: 6-cyl radmotor DOHC | 2925 cm³      | 340 hk       | Common rail turbodiesel               |
| S450         | 2018-20   | M256: 6-cyl radmotor DOHC  | 2999 cm³      | 367 hk       | Direktinsprutning, biturbo            |
| S500         | 2018-20   | M256: 6-cyl radmotor DOHC  | 2999 cm³      | 435 hk       | Direktinsprutning, biturbo            |
| S560 e       | 2019-20   | M276: 6-cyl V-motor DOHC   | 2996 cm³      | 367 + 122 hk | Direktinsprutad bensinmotor + elmotor |
| S560         | 2018-20   | M176: 8-cyl V-motor DOHC   | 3982 cm³      | 469 hk       | Direktinsprutning, biturbo            |
| AMG S63      | 2018-20   | M177: 8-cyl V-motor DOHC   | 3982 cm³      | 612 hk       | Direktinsprutning, biturbo            |

## Mercedes-Maybach X222
På bilsalongen i Los Angeles i november 2014 presenterades lyxvarianten Mercedes-Maybach S600, som ersätter Maybach 57. Med en hjulbas på 337 cm är bilen ytterligare 20 cm längre än lang-versionen V222. Utöver V12:an kom även den åttacylindriga Mercedes-Maybach S500 samt sexcylindriga S400.

## Bilder

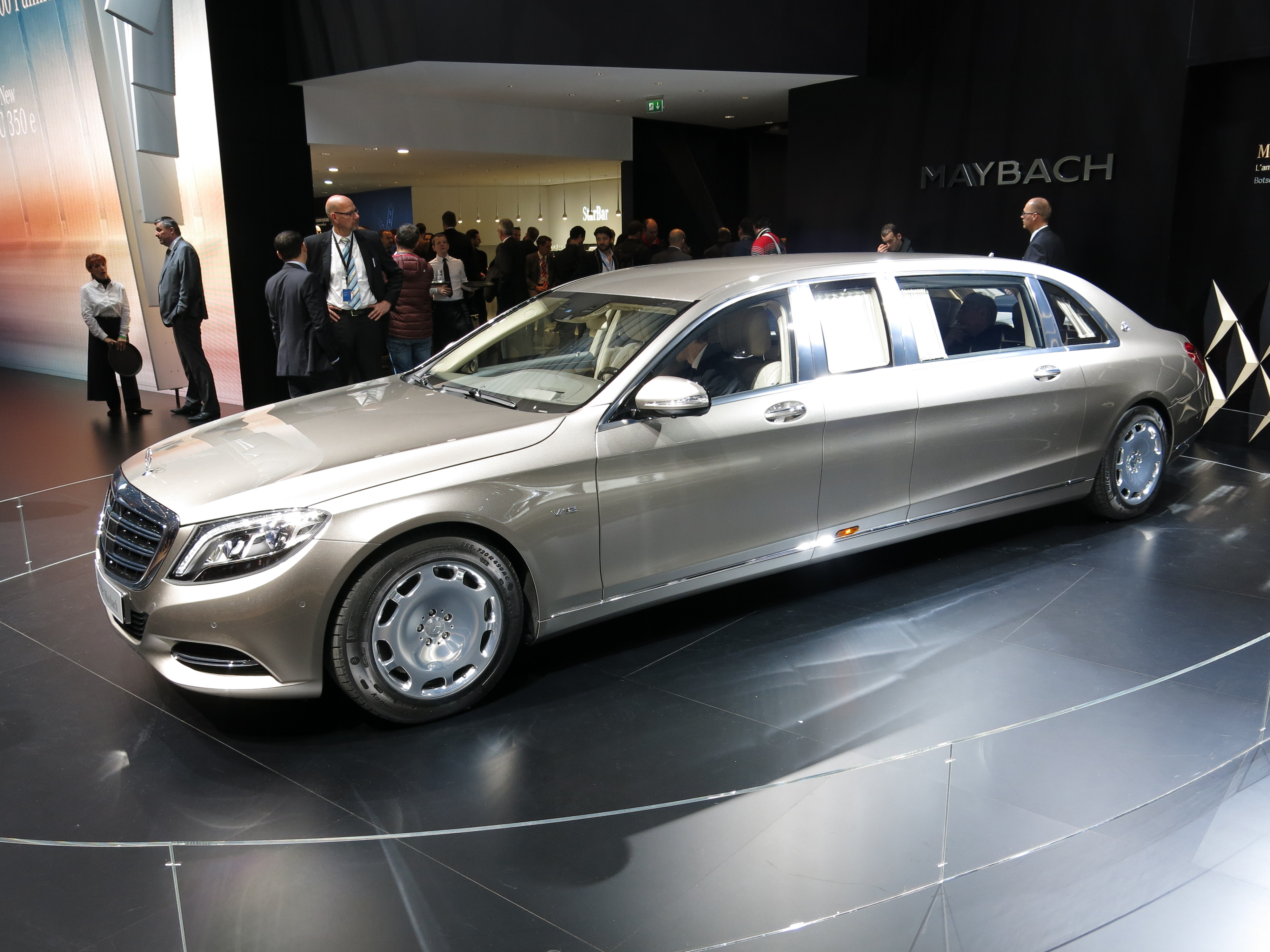
Mercedes-Maybach Pullman